# レニングラーツキー駅
レニングラーツキー駅（レニングラーツキーえき、ロシア語: Ленингра́дский вокзал）は、モスクワにおける9つのターミナル駅の1つ。駅名はレニングラード（サンクトペテルブルク）方面の列車が発着することに由来する。

## 概要
モスクワ・サンクトペテルブルク鉄道のモスクワ側のターミナル駅として計画された。駅舎はドイツ系ロシア人コンスタンチン・トーンの設計となるイタリア風の建物である。1844年から1849年にかけて建設され、1851年に開業した。当時はペテルブルクスキー駅として知られていたが、名前は度々変更され、1855年にニコライ1世が死去するとニコラエフスキー駅に、1923年には十月革命を記念しオクチャブリスキー駅となる。現在の駅名は、現在のサンクトペテルブルクがペトログラードからレニングラードに改名された翌年につけられた。駅舎内部は現代的に改装されており、飲食店などの商業施設が多数入居している。

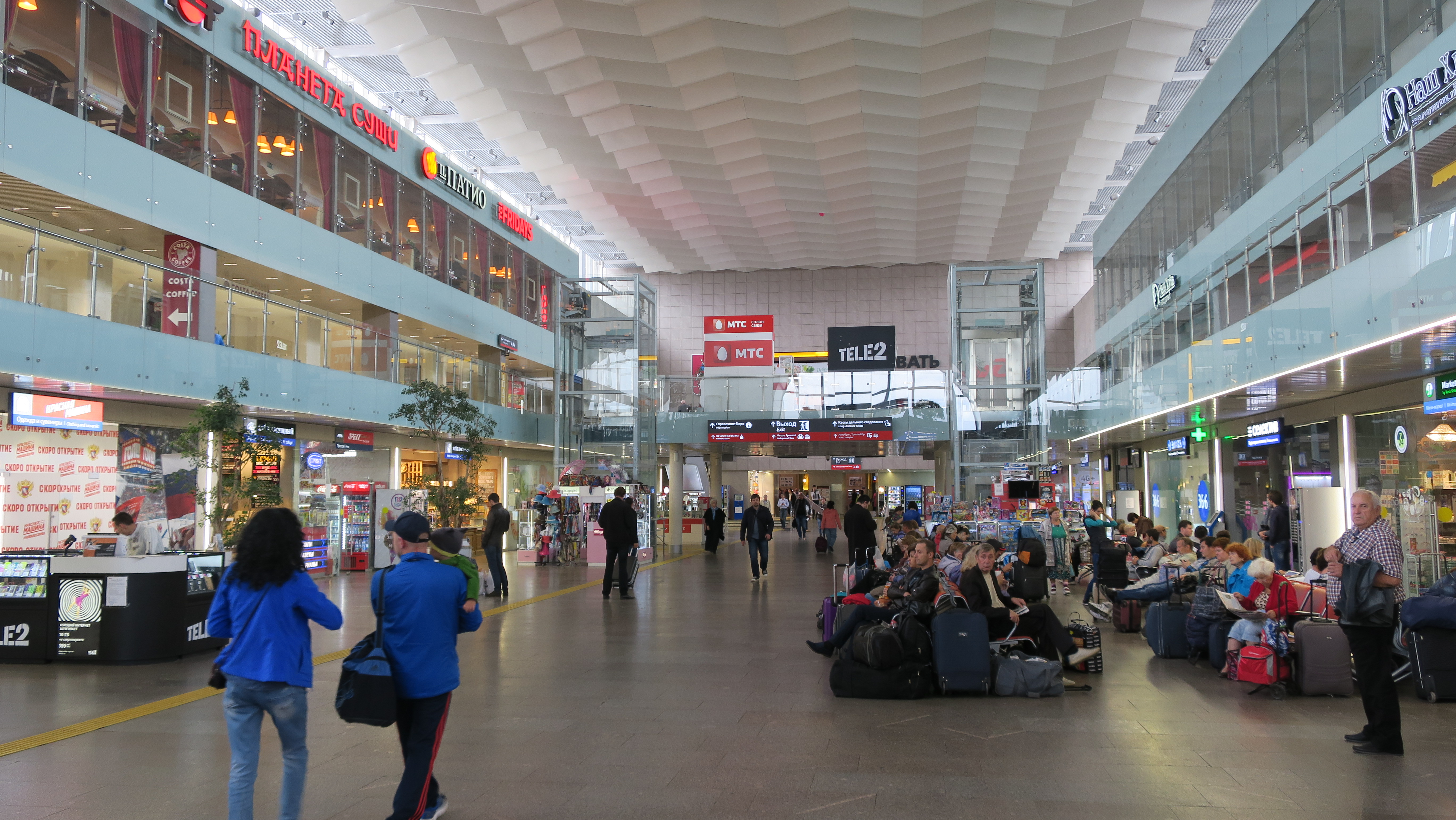
メインホール
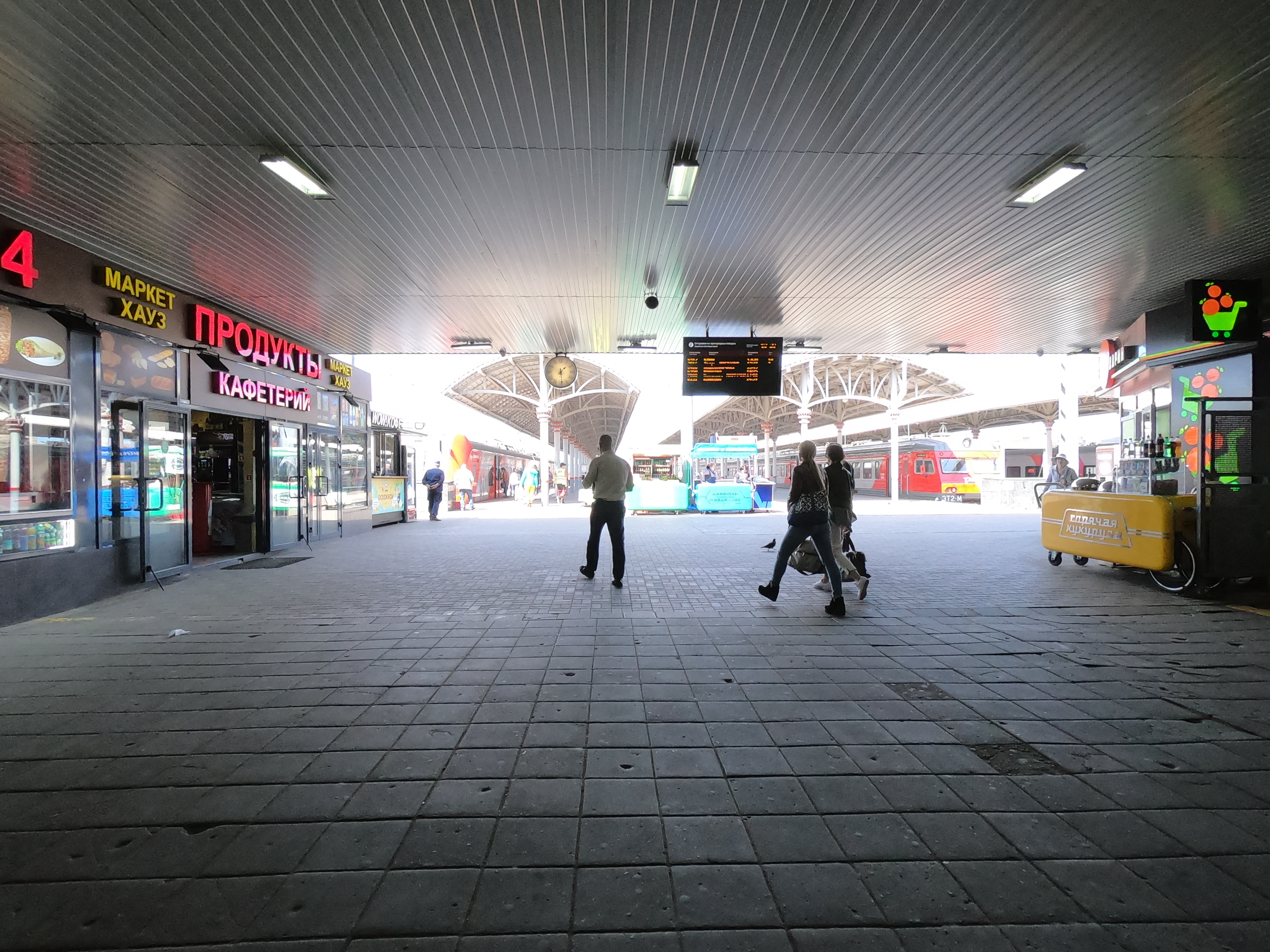
乗り場に向かう通路
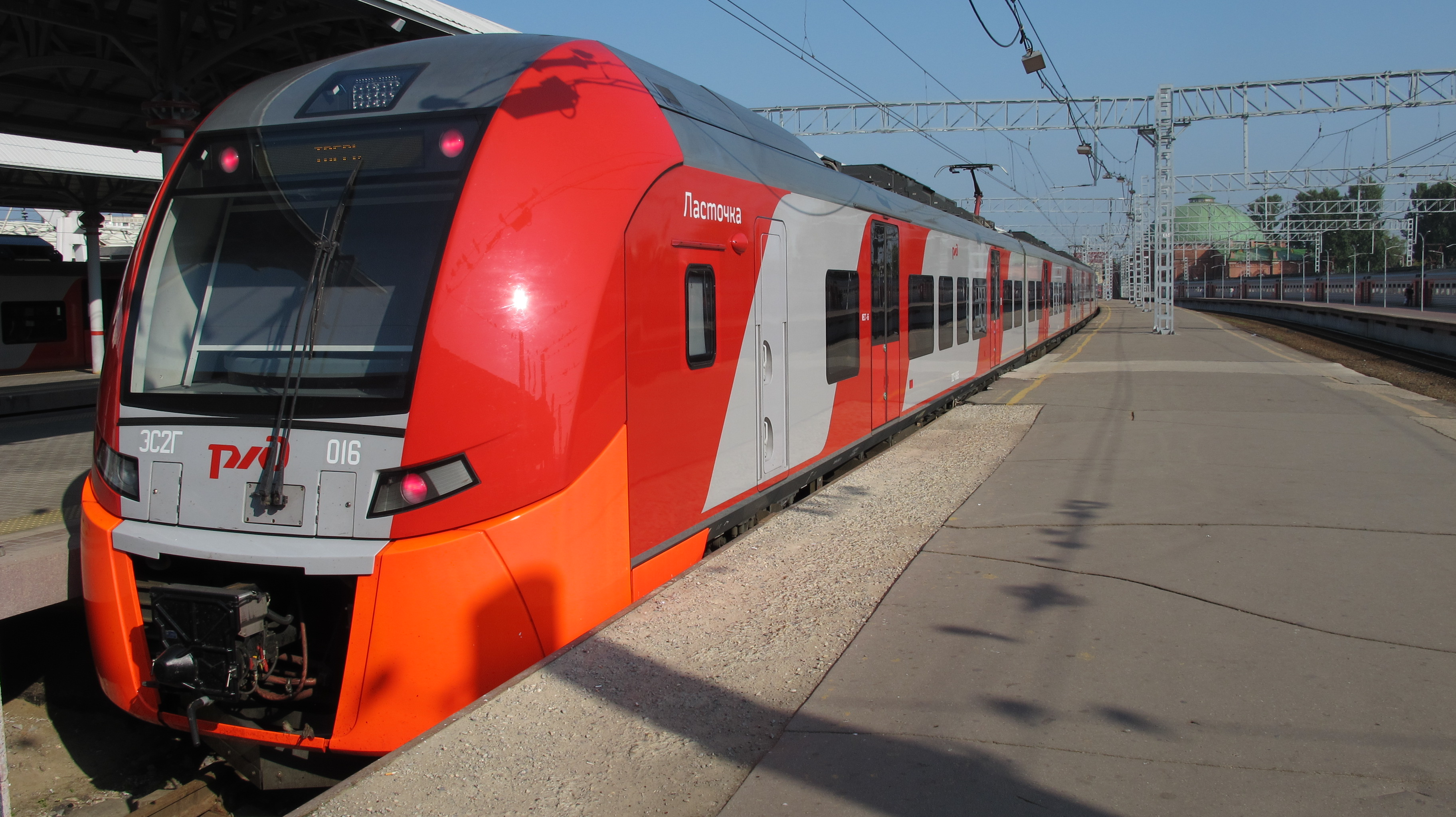
トヴェリ行き電車
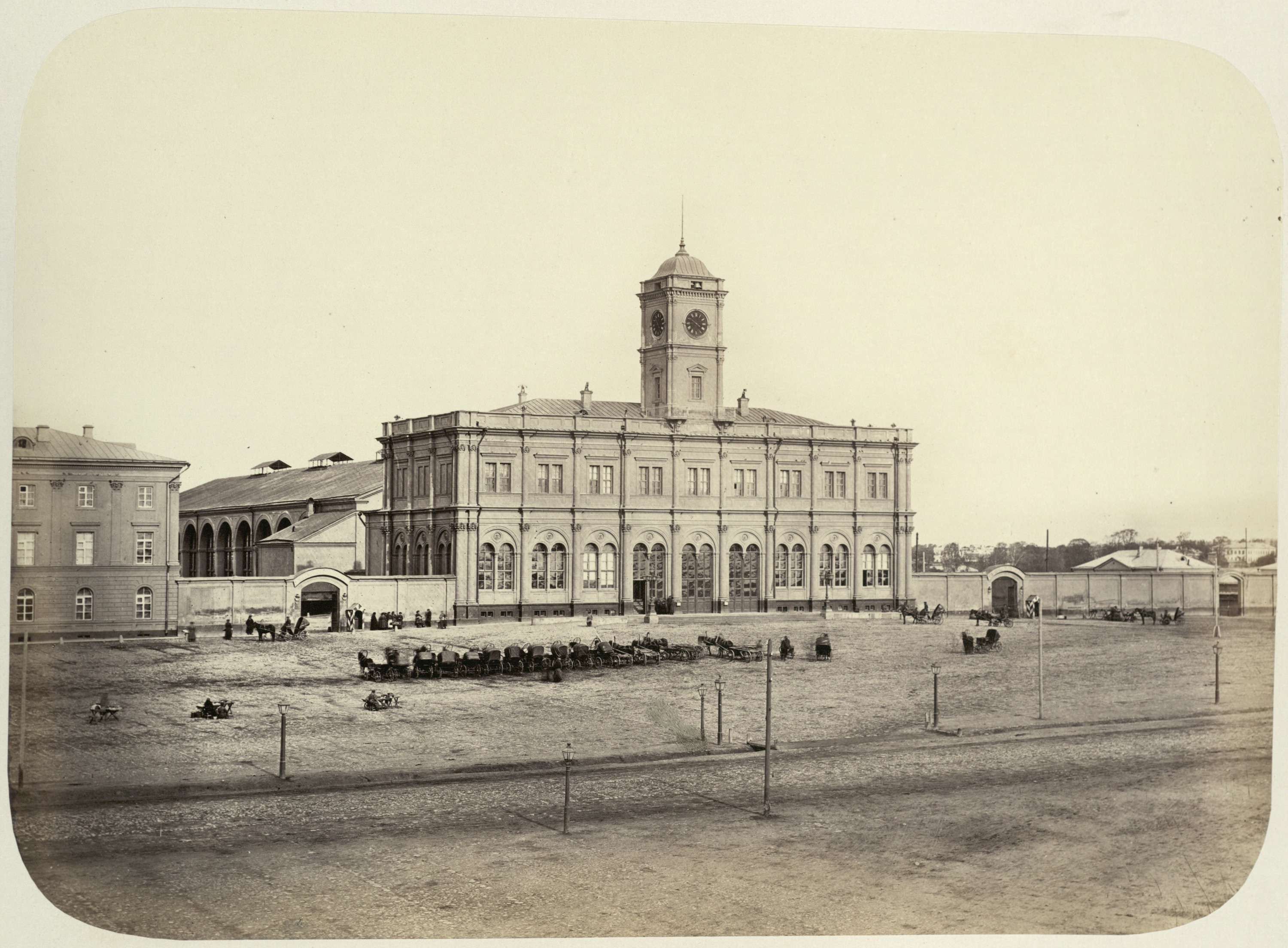
1864年頃

## 長距離列車
- 2016年現在

| 番号    | 名称                                                         | 目的地                              | 運行会社              |
| ------- | ------------------------------------------------------------ | ----------------------------------- | --------------------- |
| 001/002 | 赤い矢号 (Красная стрела)                                    | サンクト・ペテルブルク (モスクワ駅) | ロシア鉄道            |
| 003/004 | エクスプレス号 (Экспресс)                                    | サンクト・ペテルブルク (モスクワ駅) | ロシア鉄道            |
| 005/006 | ドゥヴヘタジュニー・ソスタフ号 (Двухэтажный состав) ※2階建て | サンクト・ペテルブルク (モスクワ駅) | ロシア鉄道            |
| 007/008 | ドゥヴヘタジュニー・ソスタフ号 (Двухэтажный состав) ※2階建て | サンクト・ペテルブルク (モスクワ駅) | ロシア鉄道            |
| 009/010 | プスコフ号 (Псков)                                           | プスコフ                            | ロシア鉄道            |
| 015/016 | アルクチカ号 (Арктика)                                       | ムルマンスク                        | ロシア鉄道            |
| 017/018 | カレリア号 (Карелия)                                         | ペトロザヴォーツク                  | ロシア鉄道            |
| 019/020 | メガポリス号 (Мегаполис)                                     | サンクト・ペテルブルク (モスクワ駅) | Tverskoy Express      |
| 025/026 | スメナ号/ベタンクル号 (Смена/А. Бетанкур)                    | サンクト・ペテルブルク (モスクワ駅) | ロシア鉄道            |
| 029/030 |                                                              | サンクト・ペテルブルク (モスクワ駅) | ロシア鉄道            |
| 031/032 | レフ・トルストイ号 (Лев Толстой)                             | ヘルシンキ (中央駅)                 | ロシア鉄道            |
| 033/034 | バルチースキー・エクスプレス号 (Балтийский экспресс)         | タリン (Balti jaam)                 | GoRail                |
| 041/042 | イルメン号 (Ильмень)                                         | ノヴゴロド                          | ロシア鉄道            |
| 053/054 | グランド・エクスプレス号 (Гранд Экспресс)                    | サンクト・ペテルブルク (モスクワ駅) | Grand Service Express |
| 091/092 |                                                              | ムルマンスク                        | ロシア鉄道            |
| 747/748 | ネフスキー・エクスプレス号 (Невский экспресс)                | サンクト・ペテルブルク (モスクワ駅) | ロシア鉄道            |

### 高速列車
| 番号    | 名称              | 目的地                              | 運行会社   |
| ------- | ----------------- | ----------------------------------- | ---------- |
| 751/752 | サプサン (Сапсан) | サンクト・ペテルブルク (モスクワ駅) | ロシア鉄道 |
| 753/754 | サプサン (Сапсан) | サンクト・ペテルブルク (モスクワ駅) | ロシア鉄道 |
| 755/756 | サプサン (Сапсан) | サンクト・ペテルブルク (モスクワ駅) | ロシア鉄道 |
| 757/758 | サプサン (Сапсан) | サンクト・ペテルブルク (モスクワ駅) | ロシア鉄道 |
| 759/760 | サプサン (Сапсан) | サンクト・ペテルブルク (モスクワ駅) | ロシア鉄道 |
| 765/766 | サプサン (Сапсан) | サンクト・ペテルブルク (モスクワ駅) | ロシア鉄道 |
| 767/768 | サプサン (Сапсан) | サンクト・ペテルブルク (モスクワ駅) | ロシア鉄道 |
| 769/770 | サプサン (Сапсан) | サンクト・ペテルブルク (モスクワ駅) | ロシア鉄道 |
| 771/772 | サプサン (Сапсан) | サンクト・ペテルブルク (モスクワ駅) | ロシア鉄道 |
| 773/774 | サプサン (Сапсан) | サンクト・ペテルブルク (モスクワ駅) | ロシア鉄道 |
| 775/776 | サプサン (Сапсан) | サンクト・ペテルブルク (モスクワ駅) | ロシア鉄道 |
| 777/778 | サプサン (Сапсан) | サンクト・ペテルブルク (モスクワ駅) | ロシア鉄道 |
| 779/780 | サプサン (Сапсан) | サンクト・ペテルブルク (モスクワ駅) | ロシア鉄道 |

## 隣の駅
ロシア鉄道
モスクワ・サンクトペテルブルク鉄道
サプサン
レニングラーツスキー駅 - モスコーフスキー駅
各駅停車
レニングラーツスキー駅 - リーシュスカヤ駅